# Kwemo Nikozi
Kwemo Nikozi (gruz. ქვემო ნიქოზი) – wieś w Gruzji, w regionie Wewnętrzna Kartlia, w gminie Gori. W 2014 roku liczyła 575 mieszkańców.